# Giuseppe Bergomi
Giuseppe Bergomi (Milaan, 22 december 1963) is een Italiaans voormalig profvoetballer die als verdediger zijn gehele loopbaan uitkwam voor Internazionale.

## Clubcarrière
Bergomi kwam zijn gehele loopbaan uit voor Internazionale. Hij won met Internazionale eenmaal de Serie A, eenmaal de Coppa Italia, eenmaal de Supercoppa Italiana en driemaal de UEFA Cup. Anno 2021 is Bergomi met een aantal van zesennegentig gespeelde wedstrijden nog steeds recordhouder in de UEFA Cup/UEFA Europa League.

## Interlandcarrière
Hij kwam tussen 1982 en 1998 tot eenentachtig interlands voor Italië en maakte daarin zes doelpunten. Bovendien speelde hij in Europees clubverband een onwaarschijnlijk aantal van honderdzeventien wedstrijden. Bergomi speelde op vier WK-eindtoernooien en speelde in totaal zestien wedstrijden op WK's. Met Italië won hij het WK van 1982. In 1990 werd hij met Italië derde op het WK in eigen land. Opvallend genoeg speelde Bergomi nooit een WK-kwalificatiewedstrijd. Dit kwam mede doordat Italië automatisch gekwalificeerd was voor het WK van 1986 (als titelhouder) en 1990 (als gastland).
Onder leiding van bondscoach Enzo Bearzot maakte Bergomi zijn debuut voor de nationale ploeg op 14 april 1982 in de vriendschappelijke wedstrijd in en tegen Oost-Duitsland (1–0). Ook aanvaller Daniele Massaro maakte in die wedstrijd voor het eerst zijn opwachting in de Italiaanse ploeg.

## Statistieken
| Seizoen | Club           | Competitiewedstrijden | Doelpunten |
| ------- | -------------- | --------------------- | ---------- |
| 1980/81 | Internazionale | 12                    | 0          |
| 1981/82 | Internazionale | 24                    | 2          |
| 1982/83 | Internazionale | 28                    | 1          |
| 1983/84 | Internazionale | 25                    | 0          |
| 1984/85 | Internazionale | 29                    | 2          |
| 1985/86 | Internazionale | 30                    | 5          |
| 1986/87 | Internazionale | 28                    | 2          |
| 1987/88 | Internazionale | 28                    | 1          |
| 1988/89 | Internazionale | 32                    | 1          |
| 1989/90 | Internazionale | 33                    | 2          |
| 1990/91 | Internazionale | 30                    | 3          |
| 1991/92 | Internazionale | 29                    | 0          |
| 1992/93 | Internazionale | 31                    | 2          |
| 1993/94 | Internazionale | 31                    | 0          |
| 1994/95 | Internazionale | 32                    | 1          |
| 1995/96 | Internazionale | 27                    | 0          |
| 1996/97 | Internazionale | 19                    | 0          |
| 1997/98 | Internazionale | 28                    | 0          |
| 1998/99 | Internazionale | 23                    | 1          |
| Totaal  | Totaal         | 519                   | 23         |

## Erelijst
Internazionale
- Serie A: 1988/89
- Coppa Italia: 1981/82
- Supercoppa Italiana: 1989
- UEFA Cup: 1990/91, 1993/94, 1997/98

 Italië
- FIFA WK: 1982

Individueel
- UEFA Europees Kampioenschap Team van het Toernooi: 1988
- Pirata d'Oro (Internazionale Speler van het Jaar): 1990
- Premio Nazionale Carriera Esemplare "Gaetano Scirea": 1997
- FIFA 100: 2004
- Hall of Fame van het Italiaans voetbal: 2016
- Internazionale Hall of Fame: 2020

Onderscheidingen
- Ridder vijfde klasse: Cavaliere Ordine al Merito della Repubblica Italiana: 1991